# Deutsche Freie-Partie-Meisterschaft 1974/75

Veranstaltungsort: Bochum

Die Deutsche Freie-Partie-Meisterschaft 1974/75 ist eine Billard-Turnierserie und fand vom 23. bis zum 27. Oktober 1974 in Bochum zum 16. Mal statt.

## Geschichte
Mit einer sensationellen Leistung wurde der Bochumer Klaus Hose zum vierten Mal Deutscher Meister in der Freien Partie. Er stellte einen neuen deutschen Rekord mit 375,00 im Generaldurchschnitt (GD) auf, der vermutlich nie mehr gebrochen werden kann. Außerdem verbesserte er den Rekord in der prolongierten Höchstserie auf 1705. International wurde diese GD-Leistung auch nur einmal erzielt. Der Niederländer Henk Scholte schaffte die gleiche Leistung innerhalb eines Fünfkampfs bei der Fünfkampf-Weltmeisterschaft 1965 in Antwerpen. Auch der Zweitplatzierte Titelverteidiger Dieter Wirtz spielte in Bochum eine persönliche Bestleistung. Und endlich konnte auch Günter Siebert sein Leistungsvermögen abrufen und wurde mit einer starken Leistung Dritter.

## Modus
Gespielt wurde in drei Gruppen à 4 Spieler im Round-Robin-Modus bis 500 Punkte. Die beiden Gruppenbesten kamen in die Zwischenrunde. Die vier besten der Zwischenrunde kamen in die Vorschlussrunde. Ab jetzt wurde im Knock-out-System gespielt. Die Sieger kamen in die Finalspiele. Die Endplatzierung ergab sich aus folgenden Kriterien:
1. Matchpunkte
2. Generaldurchschnitt (GD)
3. Höchstserie (HS)

## Gruppenphase
| MP    | Match Points (Sieger = 2; Unentschieden = 1; Verlierer = 0) |
| Pkte. | Erzielte Karambolagen                                       |
| Aufn. | Benötigte Versuche                                          |
| GD    | Generaldurchschnitt                                         |
| BED   | Bester Einzeldurchschnitt eines Spielers                    |
| HS    | Höchstserie                                                 |
|       | Bester GD des Turniers                                      |
|       | Bester ED des Turniers                                      |
|       | Beste HS des Turniers                                       |
|       | 1. Platz (Gold)                                             |
|       | 2. Platz (Silber)                                           |
|       | 3. Platz (Bronze)                                           |

| Gruppe 1                    | Gruppe 1                    | Gruppe 1 | Gruppe 1 | Gruppe 1 | Gruppe 1 | Gruppe 1 | Gruppe 1 |
| Platz                       | Name                        | MP       | Pkte.    | Aufn.    | GD       | BED      | HS       |
| --------------------------- | --------------------------- | -------- | -------- | -------- | -------- | -------- | -------- |
| 1                           | Dieter Wirtz (Düsseldorf)   | 6:0      | 1500     | 5        | 300,00   | 500,00   | 1000     |
| 2                           | Günter Siebert (Essen)      | 4:2      | 1016     | 7        | 145,14   | 250,00   | 486      |
| 3                           | Heinz Voßmerbäumer (Bochum) | 2:4      | 503      | 11       | 45,72    | 100,00   | 419      |
| 4                           | Wolfgang Zenkner (München)  | 0:6      | 375      | 9        | 41,66    | -        | 192      |
| Gruppendurchschnitt: 106,06 |                             |          |          |          |          |          |          |

| Gruppe 2                    | Gruppe 2                 | Gruppe 2 | Gruppe 2 | Gruppe 2 | Gruppe 2 | Gruppe 2 | Gruppe 2 |
| Platz                       | Name                     | MP       | Pkte.    | Aufn.    | GD       | BED      | HS       |
| --------------------------- | ------------------------ | -------- | -------- | -------- | -------- | -------- | -------- |
| 1                           | Klaus Hose (Bochum)      | 6:0      | 1500     | 4        | 375,00   | 500,00   | 1497     |
| 2                           | Peter Sporer (München)   | 4:2      | 1087     | 8        | 135,87   | 250,00   | 500      |
| 3                           | Richard Fuchs (Dortmund) | 2:4      | 544      | 9        | 60,44    | 100,00   | 436      |
| 4                           | Franz Wolf (Köln)        | 0:6      | 490      | 11       | 44,54    | –        | 256      |
| Gruppendurchschnitt: 113,15 |                          |          |          |          |          |          |          |

| Gruppe 3                   | Gruppe 3                      | Gruppe 3 | Gruppe 3 | Gruppe 3 | Gruppe 3 | Gruppe 3 | Gruppe 3 |
| Platz                      | Name                          | MP       | Pkte.    | Aufn.    | GD       | BED      | HS       |
| -------------------------- | ----------------------------- | -------- | -------- | -------- | -------- | -------- | -------- |
| 1                          | Thomas Wildförster (Essen)    | 4:2      | 1069     | 13       | 82,23    | 166,66   | 500      |
| 2                          | Werner Naruhn (Gelsenkirchen) | 4:2      | 1213     | 19       | 63,84    | 166,66   | 352      |
| 3                          | Paul Kimmeskamp (Bochum)      | 4:2      | 1030     | 28       | 36,78    | 45,45    | 380      |
| 4                          | Fritz Günther (Völklingen)    | 0:6      | 701      | 26       | 26,96    | –        | 159      |
| Gruppendurchschnitt: 46,66 |                               |          |          |          |          |          |          |

## Ergebnisse der Zwischenrunde & Vorschlussrunde
| Name                          | MP  | Pkte. | Aufn. | GD     | BED    | HS  |
| ----------------------------- | --- | ----- | ----- | ------ | ------ | --- |
| Werner Naruhn (Gelsenkirchen) | 0:2 | 207   | 2     | 103,50 | -      | 207 |
| Klaus Hose (Bochum)           | 2:0 | 500   | 2     | 250,00 | 250,00 | 292 |

| Name                       | MP  | Pkte. | Aufn. | GD     | BED    | HS  |
| -------------------------- | --- | ----- | ----- | ------ | ------ | --- |
| Klaus Hose (Bochum)        | 2:0 | 500   | 1     | 500,00 | 500,00 | 500 |
| Thomas Wildförster (Essen) | 0:2 | 3     | 1     | 3,00   | -      | 3   |

| Name                       | MP  | Pkte. | Aufn. | GD     | BED    | HS  |
| -------------------------- | --- | ----- | ----- | ------ | ------ | --- |
| Dieter Wirtz (Düsseldorf)  | 0:2 | 17    | 5     | 3,40   | –      | 14  |
| Thomas Wildförster (Essen) | 2:0 | 500   | 5     | 100,00 | 100,00 | 434 |

| Name                      | MP  | Pkte. | Aufn. | GD     | BED    | HS  |
| ------------------------- | --- | ----- | ----- | ------ | ------ | --- |
| Günter Siebert (Essen)    | 0:2 | 1     | 1     | 1,00   | –      | 1   |
| Dieter Wirtz (Düsseldorf) | 2:0 | 500   | 1     | 500,00 | 500,00 | 500 |

| Name                   | MP  | Pkte. | Aufn. | GD     | BED    | HS  |
| ---------------------- | --- | ----- | ----- | ------ | ------ | --- |
| Peter Sporer (München) | 0:2 | 6     | 2     | 3,00   | -      | 4   |
| Günter Siebert (Essen) | 2:0 | 500   | 2     | 250,00 | 250,00 | 306 |

## Finalspiele
| Name                       | MP  | Pkte. | Aufn. | GD     | BED    | HS  |
| -------------------------- | --- | ----- | ----- | ------ | ------ | --- |
| Günter Siebert (Essen)     | 2:0 | 500   | 4     | 125,00 | 125,00 | 389 |
| Thomas Wildförster (Essen) | 0:2 | 262   | 4     | 65,50  | –      | 241 |

| Name                      | MP  | Pkte. | Aufn. | GD     | BED    | HS  |
| ------------------------- | --- | ----- | ----- | ------ | ------ | --- |
| Dieter Wirtz (Düsseldorf) | 0:2 | 1     | 1     | 1,00   | –      | 1   |
| Klaus Hose (Bochum)       | 2:0 | 500   | 1     | 500,00 | 500,00 | 500 |

## Abschlusstabelle
| Klassement                 | Klassement                    | Klassement | Klassement | Klassement | Klassement | Klassement | Klassement |
| Platz                      | Name                          | MP         | Pkte.      | Aufn.      | GD         | BED        | HS         |
| -------------------------- | ----------------------------- | ---------- | ---------- | ---------- | ---------- | ---------- | ---------- |
| 1                          | Klaus Hose (Bochum)           | 12:0       | 3000       | 8          | 375,00     | 500,00     | 1705       |
| 2                          | Dieter Wirtz (Düsseldorf)     | 8:4        | 2018       | 12         | 168,18     | 500,00     | 1000       |
| 3                          | Günter Siebert (Essen)        | 8:4        | 2017       | 14         | 144,07     | 250,00     | 486        |
| 4                          | Thomas Wildförster (Essen)    | 6:6        | 1834       | 23         | 79,73      | 166,66     | 500        |
| 5                          | Peter Sporer (München)        | 4:4        | 1093       | 10         | 109,30     | 250,00     | 500        |
| 6                          | Werner Naruhn (Gelsenkirchen) | 4:4        | 1420       | 21         | 67,61      | 166,66     | 352        |
| 7                          | Paul Kimmeskamp (Bochum)      | 4:2        | 1030       | 28         | 36,78      | 45,45      | 380        |
| 8                          | Richard Fuchs (Dortmund)      | 2:4        | 544        | 9          | 60,44      | 100,00     | 436        |
| 9                          | Heinz Voßmerbäumer (Bochum)   | 2:4        | 503        | 11         | 45,72      | 100,00     | 419        |
| 10                         | Franz Wolf (Köln)             | 0:6        | 490        | 11         | 44,54      | –          | 256        |
| 11                         | Wolfgang Zenkner (München)    | 0:6        | 375        | 9          | 41,66      | -          | 192        |
| 12                         | Fritz Günther (Völklingen)    | 0:6        | 701        | 26         | 26,96      | –          | 159        |
| Turnierdurchschnitt: 82,55 |                               |            |            |            |            |            |            |